# روبرت جوستافسون
روبرت جوستافسون (بالسويدية: Robert Gustafsson)‏ هو منتج أفلام وموسيقي وكاتب سيناريو ومخرج وممثل سويدي، ولد في 20 ديسمبر 1964 في السويد.

## وصلات خارجية
- روبرت جوستافسون على موقع IMDb (الإنجليزية)
- روبرت جوستافسون على موقع روتن توميتوز (الإنجليزية)
- روبرت جوستافسون على موقع ألو سيني (الفرنسية)
- روبرت جوستافسون على موقع ميوزك برينز (الإنجليزية)
- روبرت جوستافسون على موقع تيرنر كلاسيك موفيز (الإنجليزية)
- روبرت جوستافسون على موقع أول موفي (الإنجليزية)
- روبرت جوستافسون على موقع قاعدة بيانات الأفلام السويدية (السويدية)
- روبرت جوستافسون على موقع ديسكوغز (الإنجليزية)
- روبرت جوستافسون على موقع قاعدة بيانات الفيلم (الإنجليزية)
- روبرت جوستافسون على موقع كينوبويسك (الروسية)